# Nelvana
Nelvana Enterprises, Inc. is een Canadees bedrijf dat animatiefilms voor kinderen produceert. Het bedrijf werd opricht op 30 juli 1971 en het hoofdkantoor is gevestigd in Toronto.

## Geschiedenis
Nelvana werd in 1971 opgericht door Michael Hirsh, Patrick Loubert en Clive A. Smith. Veel van haar films, shows en specials zijn gebaseerd op gelicentieerde eigendommen. Het bedrijf bracht populaire franchises naar een televisieformaat, zoals Star Wars, Beetlejuice, Een avontuur met een staartje, Free Willy en Het oneindige verhaal.
Al vroeg in haar begindagen maakte de studio vier televisiefilms die waren gebaseerd op eigendommen van wenskaartbedrijf American Greetings. Ook voor speelgoed van AmToy produceerde het tekenfilms. Het grootste succes kwam echter met Troetelbeertjes (Care Bears). Door dit succes verschenen er twee vervolgfilms en een tekenfilmserie. In Nederland werd een Nederlandstalige versie van de tekenfilmserie uitgezonden tussen 1986 en 1988.
Het volgende succes had Nelvana met een film en televisieserie die was gebaseerd op de boekenserie van Babar. Het won meerdere CableACE Awards en Geminis in de VS en Canada. Nelvana kocht de rechten van meerdere animatieseries, waaronder De avonturen van Kuifje en Little Bear. Van Kuifje produceerde Nelvana in totaal 39 afleveringen, verdeeld over drie seizoenen die van 2 oktober 1991 tot 24 november 1992 voor het eerst op televisie te zien waren. In Nederland verscheen de televisieserie voor het eerst op 11 december 1993.
In september 2000 werd bekend dat Corus Entertainment de studio ging overnemen voor een bedrag van C$540 miljoen. De overname verliep niet geheel vlekkeloos, er vielen ontslagen en alle oprichters verlieten het bedrijf. Corus moest C$200 miljoen afschrijven en het personeelsbestand werd verder gereduceerd.
In 2006 kondigde NBC Universal een samenwerking aan met onder meer Nelvana voor het opzetten van een educatief platform voor kindertelevisie.
In 2008 had de studio ruim 25 films geproduceerd voor bioscopen en televisie. In 2015 startte Het een YouTube-kanaal, genaamd Nelvana Retro, dat werd hernoemd naar YTV Direct nadat het ook andere inhoud ging vertonen, zoals shows van Nickelodeon.

## Bekende televisieseries
- Beugelbekkie
- Bruintje Beer
- Corn & Peg
- De avonturen van Kuifje
- Donkey Kong Country
- Eek! The Cat
- Fanboy en Chum Chum
- Grossology
- Inspector Gadget
- Max & Ruby
- Pippi Langkous
- Rolie Polie Olie
- Rupert
- The Future Is Wild
- Troetelbeertjes